# Martin Kavdanski
Martin Kavdanski (en bulgare : Мартин Кавдански), né à Doupnitsa le 13 février 1987, est un footballeur bulgare qui évolue au poste de défenseur.

## Biographie

### Carrière en club

#### Formé au Levski Sofia
Martin Kavdanski est formé au Levski Sofia.

#### FC Metz
En 2005 il signe au FC Metz, il obtient du temps de jeu avec l'équipe réserve et joue 27 rencontres. En 2007, il revient en Bulgarie et s'engage avec le Slavia Sofia pour trois ans. Il y dispute 54 matchs pour quatre buts marqués.

#### Lokomotiv Plovdiv (2010-2013)
Lors de la saison 2010-2011 il s'engage au PFK Lokomotiv Plovdiv. Le 7 juillet 2011, il dispute son premier match ent tant que titulaire contre le Cherno More. Le 12 mars 2011, il marque son premier but avec son nouveau club contre le Sliven OFC. Le 21 mai 2011, il inscrit son deuxième but de la saison contre le PFK CSKA Sofia. Lors de la saison 2011-2012, il marque un but contre le PFC Beroe Stara Zagora et joue cinq matchs en championnat.
Lors de la saison 2012-2013, il inscrit un but contre le PFK Etar 1924. Le 10 novembre 2012, il marque de nouveau en championnat, contre le PFK Montana. Le 12 mars, il marque son troisième but de la saison contre le Lokomotiv Sofia. Au total, il joue avec le Lokomotiv Plovdiv 51 rencontres pour 6 buts marqués.

#### PSFC Chernomoret, Shkëndija et Marek Dupnitsa
En 2013 , il signe un contrat d'un an avec le PSFC Chernomorets Bourgas. Il y joue 13 matches pour un but marqué. En 2014, il quitte son pays natal pour s'engager avec le Klubi Futbollistik Shkëndija en Macédoine. Mais très peu utilisé par le club, il décide de revenir dans sa ville natale en Bulgarie, et s'engage avec le Marek Dupnitsa. 

#### Tirana et Lokomotiv Gorna
En 2015, il signe un contrat avec le club du KF Tirana, qui est basé en Albanie. Il n'y dispute que six matchs. En 2016, il revient au PFK Lokomotiv Plovdiv, mais sans réussite, et après un accord entre lui et le club, Martin Kavdanski passe la saison 2016-2017 au Lokomotiv Gorna. Il quitte le club après l'expiration de son contrat en juin 2017.

#### Clermont-Foot 63
En juillet 2017, il s'engage deux ans avec le Clermont Foot.

### Carrière en sélection nationale
Martin Kavdanski joue 12 matchs avec l'équipe de Bulgarie de moins 19 ans, pour trois buts inscrits.